# Teater Katapult
56°09′14″N 10°11′40″Ø / 56.15381°N 10.19453°Ø
Teater Katapult er et teater i Aarhus, oprindeligt producerende teatergruppe stiftet som forening i 1995 af Torben Dahl. Overtog i 2002 efter aftale med Aarhus Kommune teaterhuset i Rosensgade 11, der på tidspunktet for overtagelsen hed Byens Åbne Scene. Teaterhuset Katapult blev kendt for sin nye danske dramatik og stærke markedsføring[kilde mangler] under mottoet: "Risiko for kulturchok". På egenproduktionsfronten først med Lars Kaalunds thriller I en kælder… (2002), siden med Christian Lollikes spil om gruppevoldtægt, Dom Over Skrig (2004), der udløste en politisk debat,[kilde mangler] Profeten Allan (2004) af Mikkel Rosenberg og den absurde samfunds satire Stol på Alice (2006) af Caroline Cecilie Malling Jørgensen, der vandt Katapults landsdækkende manuskriptkonkurrence "Ordene ud af hovedet og ind på scenen".
I 2002 oprettedes Dramatisk Fertilitetsklinik til udvikling af ny dramatik under ledelse af dramaturg Barbara Simonsen. Klinikken eksisterer stadig under navnet DramatikerLab, hvor både uprøvede, mere øvede og fuldt professionelle dramatikere kan gå ind i forløb, der kan bringe dem frem til professionel produktion af deres forestillinger. Katapult mistede i 2006 sit driftstilskud fra Aarhus Kommune, men kæmpede sig videre frem mod 2008, hvor Aarhus Kommune igen, og tre år senere Statens Kunstråd, fandt midler til at bakke op om teatret. 
Frem til 2006 var Katapult en kurateret scene med egenproduktioner og gæstespil på både vækstlags- semiprofessionelt og professionelt niveau med stor forkærlighed for at agere trappetrin mellem vækstlaget og det professionelle scenekunstliv. I perioden med svigtende driftstilskud omdannede Katapult sig til en åben scene, men da økonomien med kommunens og statens opbakning igen stabiliseredes, satte teatret kursen frem mod at blive en fuldt professionelt producerende og præsenterende scene – dog stadig med stærke bånd til og dryp på scenen fra vækstlaget.  
I 2012 flyttede Teater Katapult fra Aarhus’ latinerkvarter og blev fast beboer på byens nye kulturflagskib Godsbanen. Målet om at blive fuldt professionelt teater var nu også nået, og i dag udvikler, producerer og præsenterer Katapult på Godsbanen sit repertoire af nye teaterforestillinger. Mottoet lyder nu: "Slå autopiloten fra", og udvikling af nye danske dramatikere og ny dansk dramatik er omdrejningspunktet for scenen. Repertoiret består af egne professionelle forestillinger samt gæstespil fra ind- og udland. Derudover vises små, nye nicheforestillinger samt alternativ comedy og spoken word - herunder det populære StorySlam. To gange årligt præsenteres et talentfuldt teater fra vækstlaget.
Teater Katapult producerer også det interaktive mobilteater og empatiske udviklingsredskab AudioMove – både som kunstproduktioner, men også til erhvervslivet, turist- og uddannelsessektoren.

## Hæder
- I 2004 modtog Teater Katapult Danske Teaterjournalisters Initiativpris
- Teater Katapult vinder sammen med Kulturstyrelsen, Redia, Kronborg Slot, Jellingmonumenterne og Roskilde Domkirke World Summit Mobile Award 2014
- Sophie Zinckernagel modtager i 2014 en Talentreumert for sin rolle som Line i Teater Katapults BYE BYE YUE YUE.